# Arthur Zagre
Arthur Zagre (ur. 4 października 2001 w Neuilly-sur-Seine) – francuski piłkarz burkińskiego pochodzenia występujący na pozycji obrońcy w holenderskim klubie FC Utrecht. Wychowanek Paris Saint-Germain, w trakcie swojej kariery grał także w takich zespołach, jak Monaco oraz Dijon. Młodzieżowy reprezentant Francji.